# Isabel Seymour

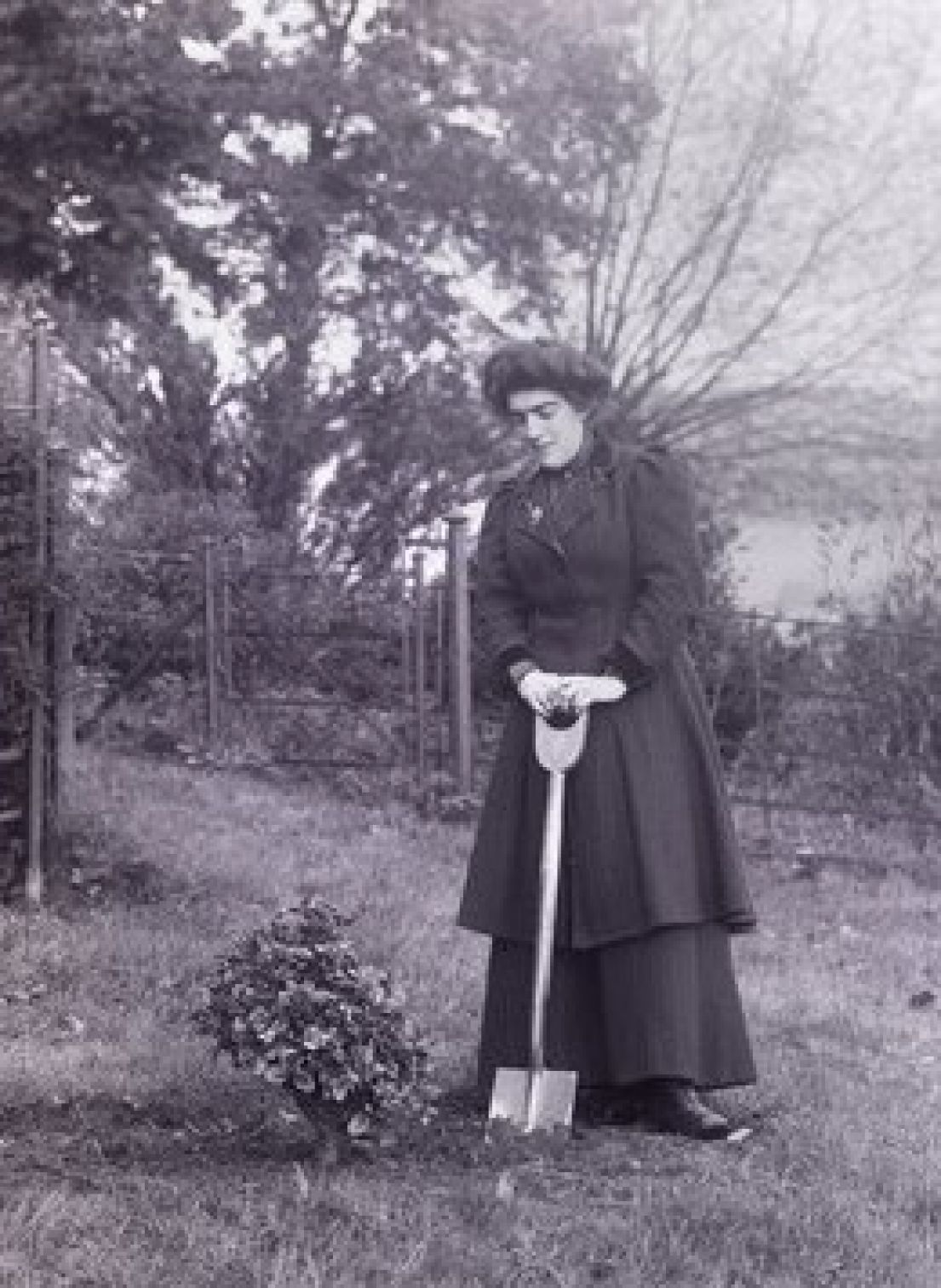
Isabel Seymour im Garten von Eagle House, 1910

Isabel Marion Seymour (* 1882 in Middlesex; † 1968) war eine englisch-britische Suffragette und Lokalpolitikerin.

## Leben
Seymour wurde als Tochter von Charles und Marion Seymour in Middlesex geboren.
Sie war mit Frederick und Emmeline Pethick-Lawrence befreundet und wurde von ihnen in die Women’s Social and Political Union (WSPU) eingeführt. Sie war bei der WSPU angestellt und kümmerte sich um die Unterbringung, das Stellen von Kaution für verhaftete Frauen zu stellen, Präsentkörbe an Frauen in Untersuchungshaft zu schicken und besorgte Eltern zu beruhigen, eine Aufgabe, die sie später an Irene Dallas übergab.
Sie sprach fließend Deutsch und ging im Namen der WSPU auf eine Vortragsreise unter anderem durch Deutschland und Russland.
1909 wurde sie nach Eagle House, das Haus von Emily und Mary Blathwayt in Batheaston in Somerset eingeladen. Eagle House war wegen seiner Unterstützung für die Bewegung auch als „Suffragette’s Rest“ bekannt. Wie andere Suffragetten wurde Seymour eingeladen, im Garten von Eagle House, Annie’s Arboretum genannt, einen Baum zu pflanzen, um ihrem Einsatz für ihre Sache zu gedenken. Seymour pflanzte am 24. Oktober 1909 einen Stechpalmenstrauch, und zur Erinnerung wurde eine Bleiplatte angebracht.
Seymour ist in der von der Suffragette Fellowship erstellten Ehrenliste der zwischen 1905 und 1914 inhaftierten Frauen aufgeführt. Einzelheiten über ihre Inhaftierung sind jedoch nicht bekannt.
Später zog sie für acht Jahre nach Kanada, kehrte aber Ende 1920 in das Vereinigte Königreich zurück, wo sie im März 1922 zum Mitglied des County Councils von Hampshire gewählt wurde.
Sie lebte in Winchester im Haus ihres Vaters und ihrer Stiefmutter sowie später in Wallingford oder nach anderen Angaben ab spätestens 1939, als sie immer noch als Councillor tätig war, bis zu ihrem Tod 1968 in Southampton.